# Azerbajdzjans konstitution
Azerbajdzjans konstitution antogs genom att Azerbajdzjan gick till folkomröstning den 12 november 1995.
Genom konstitutionen blev Azerbajdzjan en demokratisk, suverän, sekulär, social, och konstitutionell stat. Baku definieras som huvudstaden. Azerbajdzjanska definieras som det officiella språket. Makten utgår från medborgarna, som utövar den direkt genom att välja representanter. Vill man förändra konstitutionen, eller ändra gränserna, skall folkomröstning tillämpas. Antalet artiklar uppgår till 158 i antalet.
Enligt konstitutionen, är det presidenten som utser premiärminister, baserat på platsfördelningen i nationalförsamlingen. Presidenten kan också utse, eller avsätta, regeringsledamöter, efter premiärministerns rekommendation. På grund av presidentens konstitutionella makt, kan Azerbajdzjan anses vara en presidentstyrd  republik.
Den 24 augusti 2002, genomfördes en folkomröstning, och konstitutionen ändrades, och återigen den 18 mars 2009. Den förra folkomröstningen många artiklar i den juridiska sektionen har ändrats, med den senare folkomröstningen bort två perioden gränsen för presidentmandat.